# The Melodians
The Melodians was een Jamaicaanse reggaeband.

## Bezetting
- Tony Brevett[2]
- Trevor McNaughton
- Brent Dowe[3]

- James McNaughton[4]

- Renford Cogle[5]
- Taurus Alphonso[6]
- Winston Dias[7]

## Geschiedenis
In 1963 waren de drie nog tieners, toen Tony Brevett, de broer van bassist Lloyd Brevett van de band The Skatalites, samen met Trevor McNaughton en Brent Dowe The Melodians oprichtte in Greenwich Town in Kingston. Brevett en Dowe deelden de leadzang en McNaughton was harmonisch zanger van het trio. Renford Cogle had weliswaar nooit gezongen met het trio, maar was later wel co-auteur van vele songteksten en hij arrangeerde vele nummers.
Aanvankelijk traden ze met succes op tijdens talentenjachten in de omgeving van Kingston, hetgeen uiteindelijk in 1966 tot hun eerste opnamesessie leidde in de beroemde Studio One van Coxsone Dodd, echter leidden deze opnamen niet tot grote opmerkzaamheid. Ze wisselden naar de producent Duke Reid en daar kwamen in 1967 en 1968 de eerste successen met You Have Caught Me, Expo 67, I'll Get Along Without You, You Don't Need Me (samen met U-Roy) en Come On Little Girl. Vanaf dan hadden The Melodians zich een naam gemaakt als zanggroep in het rocksteady-circuit. In 1968 wisselden ze naar producent Sonia Pottinger en hadden ze met Little Nut Tree en Swing and Dine twee verdere hit in Jamaica. Ook deze connectie hield niet lang stand en tijdens het daaropvolgende jaar verbonden ze zich met de producent Leslie Kong.
Met hem ontstonden de beroemdste songs van The Melodians en de doorbraak naar een groter, nu ook internationaal publiek was een feit. Sweet Sensation verkocht niet alleen goed in Jamaica, maar ook in het Verenigd Koninkrijk. Maar met hun hit Rivers of Babylon overvleugelden The Melodians in hetzelfde jaar alles wat was. De song markeert ook het begin van de spirituele invloed van het rastafari-geloof in de songteksten van The Melodians, die tot dan de meest romantische liefdes- en feestliederen hadden gezongen. Tot de songs, die de groep nu en dan aan dit nieuwe thema wijdde, behoort ook Black Man Kingdome Come.
De band bleef bij producent Leslie Kong, met wie ze succesvol samenwerkten tot aan diens overlijden in 1971. Deze tragische gebeurtenis maakte een einde aan de bloeiperiode van The Melodians. Ze maakten nog enkele opnamen met andere producenten, zoals Lee Perry en wederom Reid en Pottinger, maar het lukte niet meer om de eerdere successen met Kong te evenaren. In 1973 verliet Dowe de band en kort daarna werd de band ontbonden. In 1976 kwamen ze weer samen en namen veel van hun oude songs opnieuw op, voordat het project zonder echte resultaten werd beëindigd. Nog een keer kwam het trio tijdens de vroege jaren 1980 samen en namen met nieuw materiaal het reünie-album Irie Feeling op. De comeback-poging had echter niet veel succes.
Vijftig jaar na de formatie van de band gingen Trevor McNaughton en Tony Brevett in 2013 opnieuw op een tournee in de Verenigde Staten. In oktober 2013 overleed Tony Brevett in Miami aan de gevolgen van kanker.

## Rivers of Babylon
Met Rivers of Babylon hadden The Melodians hun grootste hit en creëerden een hymne van de rasta-beweging. Brent Dowe en Trevor McNaughton schreven het lied op de tekst, gebaseerd op de Bijbelse psalm 137. De song werd een deel van de soundtrack van de film The Harder They Come. Rivers of Babylon werd later ontelbare keren vertolkt in coverversies van andere muzikanten, waarvan de bekendste en populairste in 1978 werd vertolkt door Boney M.

## Discografie
- 1969: Sweet Sensation
- 1983: Irie Feelings
- 1986: Premeditation
- 1992: Swing And Dine
- 1997: Rivers Of Babylon: The Best of the Melodians
- 2003: Sweet Sensation: The Best of the Melodians